# Coupe des nations de dressage 2013
Navigation
2014
La Coupe des nations de dressage 2013 (en anglais FEI Nations Cup Dressage 2013), est la 1re édition du circuit coupe des nations organisé par la FEI dans cette discipline.

## Calendrier et résultats
| Date               | Lieu                            | Équipe vainqueur |
| ------------------ | ------------------------------- | ---------------- |
| 16 au 19 mai 2013  | Vidauban, France CDIO3-3*       | Pays-Bas         |
| 19 au 23 juin 2013 | Rotterdam, Pays-Bas CDIO3-5*    | Royaume-Uni      |
| 26 au 30 juin 2013 | Hagen, Allemagne CDIO3-3*       | Allemagne        |
| 1 au 4 août 2013   | Hickstead, Royaume-Uni CDIO3-3* | Royaume-Uni      |

## Classement
|          | Équipe/Épreuve | Points    | Points          | Points    | Points | Total |
| Vidauban | Équipe/Épreuve | Rotterdam | Aix-la-Chapelle | Hickstead |        | Total |
| -------- | -------------- | --------- | --------------- | --------- | ------ | ----- |
| 1        | Pays-Bas       | 10        | 13              | 7         | 6      | 36    |
| 2        | Suède          | 8         | 11              | 9         | 5      | 33    |
| 3        | Royaume-Uni    | -         | 15              | 4         | 10     | 29    |
| 4        | Allemagne      | -         | 7               | 15        | 7      | 29    |
| 5        | Danemark       | -         | 9               | 13        | -      | 22    |
| 6        | États-Unis     | -         | -               | 11        | 8      | 19    |
| 7        | France         | 7         | 6               | -         | 4      | 17    |
| 8        | Belgique       | -         | 7               | 6         | -      | 11    |
| 9        | Espagne        | -         | -               | 5         | 2      | 7     |
| 10       | Suisse         | 6         | -               | -         | -      | 6     |
| 11       | Espagne        | -         | -               | -         | 3      | 3     |
| 12       | Finlande       | -         | -               | 0         | -      | 0     |